# Schleusenvorhafen

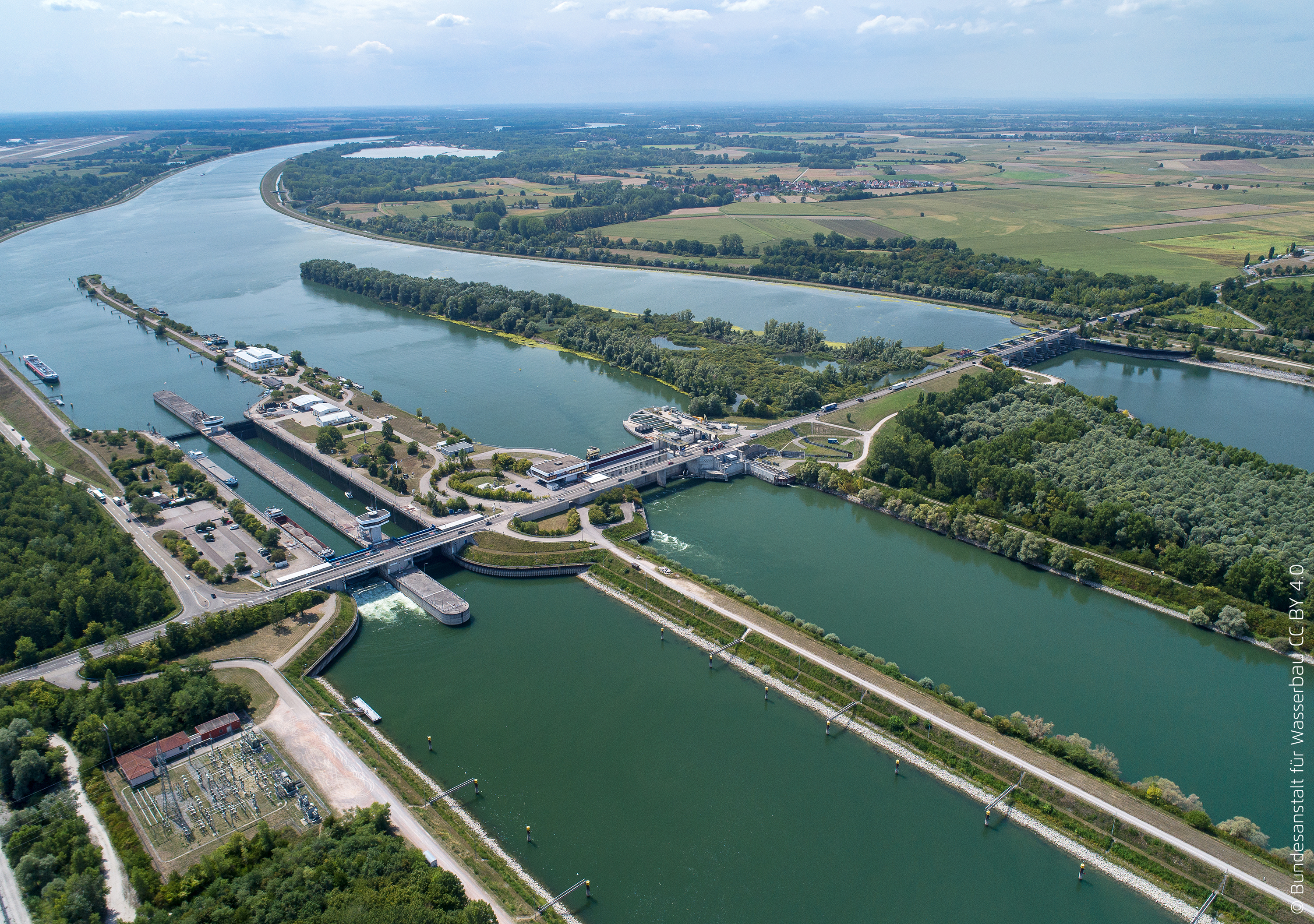
Schleuse Iffezheim mit oberem und unterem Vorhafen

Ein Schleusenvorhafen im Binnenland dient den Wasserfahrzeugen zum Anlegen vor dem Einfahren in ein Abstiegsbauwerk und soll einen zügigen Betrieb an einer Schleuse oder einem Schiffshebewerk ermöglichen. Als Übergang von einer Kanalstrecke oder einem Flussabschnitt zu einem Abstiegsbauwerk muss er ausreichend breit angelegt sein, damit die aus der Schleuse ausfahrenden Schiffe möglichst ohne Kurswechsel sicher und zügig an den auf Schleusung wartenden Schiffen vorbeifahren können. Der Vorhafen gehört mit zum Schleusenbereich, in dem Überholen verboten ist und die Anker vollständig hochgenommen sein müssen. Für die Fahrt in diesem Bereich sowie bei Einfahrt in die Schleusenkammer muss der Fahrzeugführer die Schiffsgeschwindigkeit so weit verringern, dass ein Abstoppen unter allen Umständen möglich ist, um einen Anprall am Schleusentor oder anderen Fahrzeugen zu vermeiden.

## Vorhafenbereiche

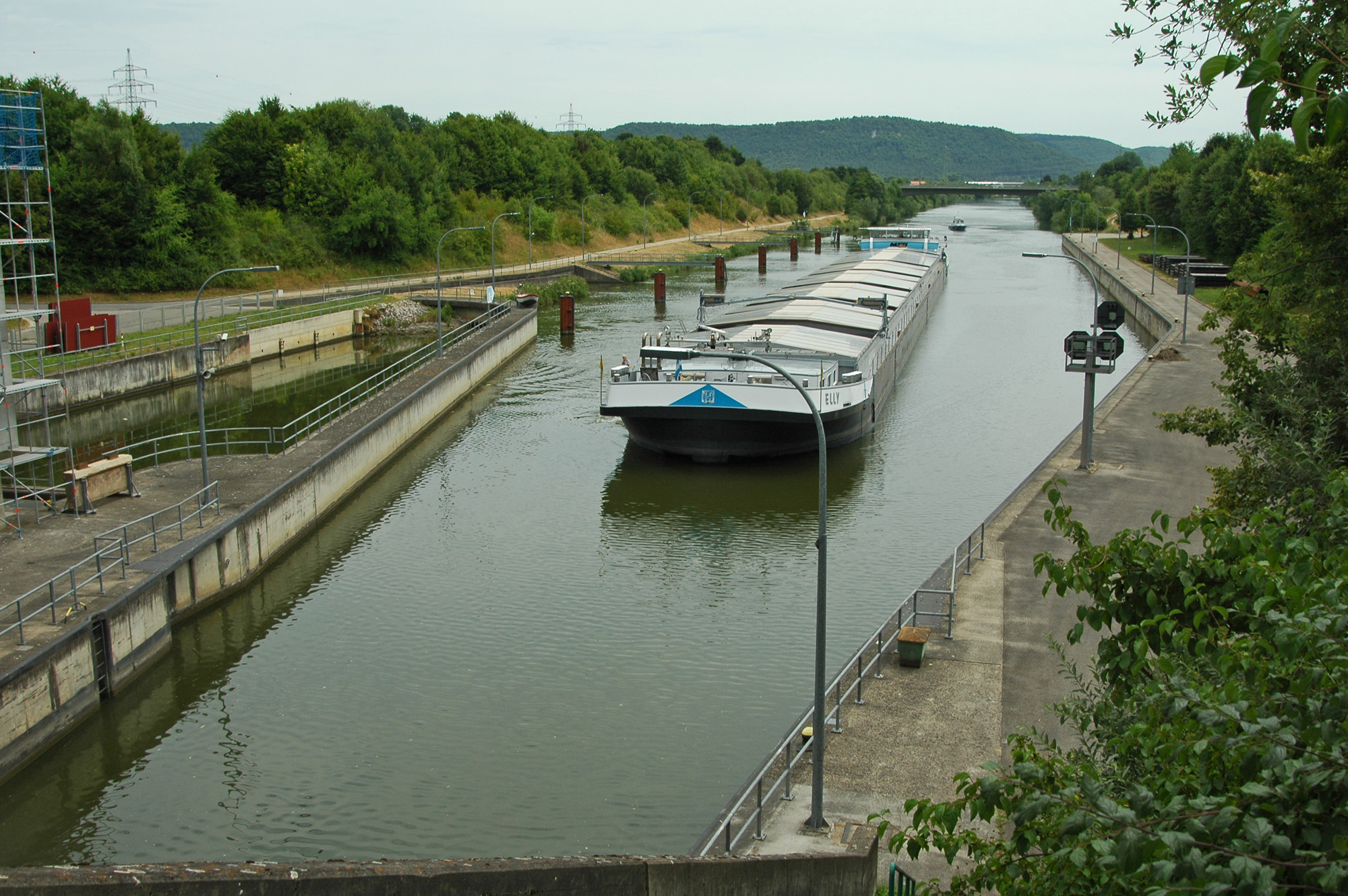
Schleusenvorhafen am Main-Donau-Kanal mit Schiff im Einfahrtsbereich

Von der freien Fahrstrecke aus gesehen wird ein Vorhafen in drei Bereiche gegliedert:
- Der Übergangsbereich bildet die Verbindung zwischen der Kanalstrecke (bzw. Flussstrecke) und dem breiteren Vorhafenbereich. Die Uferlinie sollte am Übergang mit einer Neigung von 1:10 in die Vorhafenachse verlaufen. Im Mittelbereich verlaufen die Fahrstreifen in gestreckter Linienführung auf die Schleuseneinfahrt zu. Die ankommenden Fahrzeuge können in diesem Bereich aus ihrem Fahrstreifen ausscheren, um einen seitlichen Liegeplatz anzusteuern. Im Normalfall sind beidseits Liegeplätze angeordnet, von denen wegen des angestrebten Rechtsverkehrs zunächst die Warteplätze auf der rechten Seite anzufahren sind. Die Liegeplätze der linken Seite sind für vorzugsberechtigte Fahrzeuge vorgesehen wie beispielsweise Fahrgastschiffe und Spezialtankschiffe. Außerdem soll die linke Seite für Kopplungsvorgänge der Schubverbände verfügbar bleiben.

- Der Liegeplatzbereich liegt außerhalb der Fahrstreifen, damit die wartenden Schiffe die ausfahrenden Schiffe nicht behindern. Die Liegeplätze müssen die gleiche Breite wie das Schleusenhaupt aufweisen und sind derart angeordnet, dass im Regelfall beim Passieren ein seitlicher Abstand von fünf Meter eingehalten werden kann. Der der Schleuse am nächsten gelegene Liegeplatz ist der Startplatz, von dem aus die Einfahrt in die Schleuse in kürzester Zeit möglich ist. Danach folgen der Wartebereich und erforderlichenfalls der Koppelbereich für die Schubschifffahrt. Die Länge des Liegeplatzbereichs richtet sich nach der Kammerlänge und ist für das Hintereinanderliegen von zwei Regelschiffen bzw. zwei Schubverbänden ausgelegt. Die Gestaltung der Uferbereiche neben den Liegeplätzen sollte ein Heranfahren von Landfahrzeugen ermöglichen, dies besonders im Hinblick auf Rettungsdienst, Feuerwehr und Polizei (BOS-Dienste). Ggf. kann ein zusätzlicher Liegeplatz angeordnet sein, um ein Notleichtern, das Anlandsetzen von PKW oder die Ver- und Entsorgung der Schiffe zu erleichtern. Bei geböschten Uferbereichen müssen die Liegeplätze mit Dalben in Höhe des Böschungsfusses ausgestattet sein. In regelmäßigen Abständen sind von den Dalben Laufstege zum Ufer erforderlich.

- Der Einfahrtsbereich leitet trichterförmig vom Liegeplatz auf das Rechteckprofil von Schleusenkammer und Schleusenhaupt über. Die seitlichen Übergänge sollten symmetrischen unter einer Neigung von 1:4 bis 1:5 ausgeführt sein, um ein leichtes und zügiges Ein- und Ausfahren zu ermöglichen und den Schiffen Führung geben zu können. Ein zusätzliches Leitwerk in Trompetenform kann dabei als Manövrierhilfe den Vorgang erleichtern. Geschützt werden die Leitwerke durch einen Kantenschutz und eine Scheuerleiste. Das Anlegen am Leitwerk ist verboten.

## Doppelschleusen
Doppelschleusen bilden eine Verkehrseinheit und haben einen gemeinsamen Vorhafen. Die Trennung der beiden Schleusenbereiche erfolgt durch eine ausreichend lange als Mole ausgeführte Mittelplattform. Im Einfahrtsbereich schützt die Mole die dort fahrenden Schiffe vor Querströmungen beim Befüllen und Entleeren der anderen Schleusenkammer. Bei ausreichender Breite des Vorhafens können in Verlängerung der Mole Dalbenliegeplätze neben den Fahrstreifen als Wartebereich angelegt sein. Ansonsten sind Liegeplätze nur einseitig zu den beiden Schleuseneinfahrten möglich.

## Signalisierung und Beleuchtung

Halt

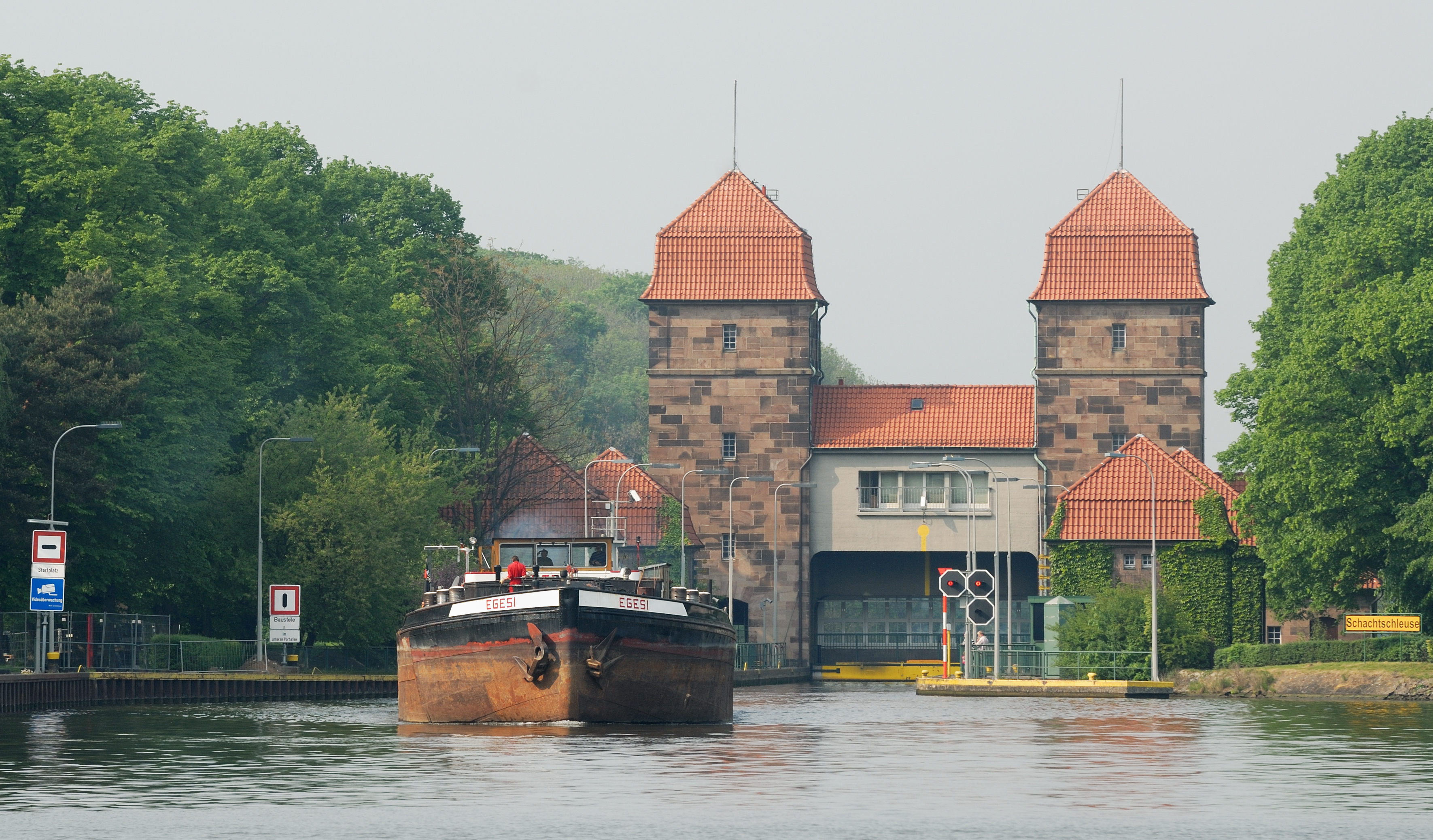
Schachtschleuse Minden mit Schifffahrtszeichen „Halt“ am Startplatz und „Vorsicht“ (links) – Signal Einfahrt gesperrt (rechts)

Bei Eintreffen eines Wasserfahrzeugs im Schleusenbereich muss sich der Schiffsführer bei der Schleusenaufsicht per Sprechfunk melden und das Halteschild am Ufer beachten, über das nicht hinaus gefahren werden darf. Ein Liegen im Schleusenbereich ohne Schleusungsabsicht muss durch die Aufsicht erlaubt werden, wenn es nicht allgemein gestattet ist. Durch die Aufsicht wird die Rangfolge zur Schleusung festgelegt. Eine Signalanlage im Einfahrtsbereich regelt bei Tag und Nacht die Zufahrt in die Schleusenkammer. Bei Doppelschleusen sind Richtungsweiser vorhanden, die dem Schiffsführer anzeigen, welche der Kammern zu nutzen ist.